# Yasiel Sotero
Yasiel Brayan Sotero Salazar (La Habana, 28 de diciembre de 2001) es un atleta español especializado en lanzamiento de disco. Ha sido campeón de Europa en categorías sub-18, sub-20 y doble bronce en sub-23

## Trayectoria deportiva
Nacido en Cuba, Yasiel Sotero se afincó en la localidad grancanaria de Vecindario a los 14 años. Allí empezó a practicar el atletismo y pronto destacó en los lanzamientos, acabando primero en la prueba de lanzamiento de jabalina y tercero en la de disco en el Campeonato de España de categoría cadete en 2016, compitiendo aún como extranjero.
Pese a destacar inicialmente en la jabalina, su entrenador va orientándolo hacia el disco, aunque sin abandonar por completo otros lanzamientos. En 2018, ya con la nacionalidad española, comienza a conseguir marcas de talla mundial. Mejora su marca (con disco de 1,5 kg) desde los 53,80 m del año anterior hasta los 65,29 m, mejor marca europea de la temporada en su categoría. Confirmó sus marcas al conseguir la medalla de oro en el Campeonato Europeo Sub-18 celebrado en Györ.
En 2019, ya en categoría sub-20 y con disco de 1,75 kg, revalida su título de campeón de Europa en el Campeonato de Europa Sub-20 que tuvo lugar en Borås.
Nada más empezar el año 2020 batió su propio récord de España sub-20 por un metro en Fuerteventura y lo logró, de nuevo, en Gran Canaria una semana después. Volvió a batirlo en el mes de febrero, durante el Campeonato de España de Menores de Lanzamientos Largos.
En 2021 consiguió la medalla de bronce en el Campeonato de Europa Sub-23.
Tras no poder competir en 2022 debido a graves problemas de salud, en 2023 consiguió batir dos veces el récord de España sub-23, hasta entonces en poder de Mario Pestano, con sendos lanzamientos de 62,54 m, en mayo, y de 64.68 m en junio. Posteriormente, en su debut como internacional absoluto, logró la cuarta plaza en los Juegos Europeos. Después consiguió revalidar su medalla de bronce en el Campeonato de Europa Sub-23. También debutó en el Campeonato del Mundo absoluto, aunque, mermado por una lesión de rodilla, estuvo lejos de sus mejores marcas.
En 2024 tomó parte en el Campeonato de Europa, sin conseguir pasar a la final.

## Competiciones internacionales
| Representando a España en lanzamiento de disco \| Año \| Competición \| Sede \| Puesto \| Marca \| \| ---- \| ------------------------------------ \| ------------ \| ----------------- \| ----------------- \| \| 2018 \| Campeonato de Europa Sub-18 \| Györ \| Medalla de oro \| 64,31 m[n 1] \| \| 2018 \| Juegos Olímpicos de la Juventud[n 2] \| Buenos Aires \| 14.º \| 47.69 m[n 1] + SM \| \| 2019 \| Campeonato de Europa Sub-20 \| Borås \| Medalla de oro \| 62,93 m[n 3] \| \| 2021 \| Copa de Europa de Lanzamientos \| Split \| 23.º \| 55,33 m \| \| 2021 \| Campeonato de Europa Sub-23 \| Tallin \| Medalla de bronce \| 58,07 m \| \| 2023 \| Copa de Europa de Lanzamientos \| Leiria \| 9.º \| 60,06 m \| \| 2023 \| Juegos Europeos \| Chorzów \| 4.º \| 61,19 m \| \| 2023 \| Campeonato de Europa Sub-23 \| Espoo \| Medalla de bronce \| 61,69 m \| \| 2023 \| Campeonato del Mundo \| Budapest \| 34.º (c.) \| 55,89 m \| \| 2024 \| Campeonato de Europa \| Roma \| 22.º (c.) \| 60,37 m \| | Representando a España en lanzamiento de disco \| Año \| Competición \| Sede \| Puesto \| Marca \| \| ---- \| ------------------------------------ \| ------------ \| ----------------- \| ----------------- \| \| 2018 \| Campeonato de Europa Sub-18 \| Györ \| Medalla de oro \| 64,31 m[n 1] \| \| 2018 \| Juegos Olímpicos de la Juventud[n 2] \| Buenos Aires \| 14.º \| 47.69 m[n 1] + SM \| \| 2019 \| Campeonato de Europa Sub-20 \| Borås \| Medalla de oro \| 62,93 m[n 3] \| \| 2021 \| Copa de Europa de Lanzamientos \| Split \| 23.º \| 55,33 m \| \| 2021 \| Campeonato de Europa Sub-23 \| Tallin \| Medalla de bronce \| 58,07 m \| \| 2023 \| Copa de Europa de Lanzamientos \| Leiria \| 9.º \| 60,06 m \| \| 2023 \| Juegos Europeos \| Chorzów \| 4.º \| 61,19 m \| \| 2023 \| Campeonato de Europa Sub-23 \| Espoo \| Medalla de bronce \| 61,69 m \| \| 2023 \| Campeonato del Mundo \| Budapest \| 34.º (c.) \| 55,89 m \| \| 2024 \| Campeonato de Europa \| Roma \| 22.º (c.) \| 60,37 m \| | Representando a España en lanzamiento de disco \| Año \| Competición \| Sede \| Puesto \| Marca \| \| ---- \| ------------------------------------ \| ------------ \| ----------------- \| ----------------- \| \| 2018 \| Campeonato de Europa Sub-18 \| Györ \| Medalla de oro \| 64,31 m[n 1] \| \| 2018 \| Juegos Olímpicos de la Juventud[n 2] \| Buenos Aires \| 14.º \| 47.69 m[n 1] + SM \| \| 2019 \| Campeonato de Europa Sub-20 \| Borås \| Medalla de oro \| 62,93 m[n 3] \| \| 2021 \| Copa de Europa de Lanzamientos \| Split \| 23.º \| 55,33 m \| \| 2021 \| Campeonato de Europa Sub-23 \| Tallin \| Medalla de bronce \| 58,07 m \| \| 2023 \| Copa de Europa de Lanzamientos \| Leiria \| 9.º \| 60,06 m \| \| 2023 \| Juegos Europeos \| Chorzów \| 4.º \| 61,19 m \| \| 2023 \| Campeonato de Europa Sub-23 \| Espoo \| Medalla de bronce \| 61,69 m \| \| 2023 \| Campeonato del Mundo \| Budapest \| 34.º (c.) \| 55,89 m \| \| 2024 \| Campeonato de Europa \| Roma \| 22.º (c.) \| 60,37 m \| | Representando a España en lanzamiento de disco \| Año \| Competición \| Sede \| Puesto \| Marca \| \| ---- \| ------------------------------------ \| ------------ \| ----------------- \| ----------------- \| \| 2018 \| Campeonato de Europa Sub-18 \| Györ \| Medalla de oro \| 64,31 m[n 1] \| \| 2018 \| Juegos Olímpicos de la Juventud[n 2] \| Buenos Aires \| 14.º \| 47.69 m[n 1] + SM \| \| 2019 \| Campeonato de Europa Sub-20 \| Borås \| Medalla de oro \| 62,93 m[n 3] \| \| 2021 \| Copa de Europa de Lanzamientos \| Split \| 23.º \| 55,33 m \| \| 2021 \| Campeonato de Europa Sub-23 \| Tallin \| Medalla de bronce \| 58,07 m \| \| 2023 \| Copa de Europa de Lanzamientos \| Leiria \| 9.º \| 60,06 m \| \| 2023 \| Juegos Europeos \| Chorzów \| 4.º \| 61,19 m \| \| 2023 \| Campeonato de Europa Sub-23 \| Espoo \| Medalla de bronce \| 61,69 m \| \| 2023 \| Campeonato del Mundo \| Budapest \| 34.º (c.) \| 55,89 m \| \| 2024 \| Campeonato de Europa \| Roma \| 22.º (c.) \| 60,37 m \| | Representando a España en lanzamiento de disco \| Año \| Competición \| Sede \| Puesto \| Marca \| \| ---- \| ------------------------------------ \| ------------ \| ----------------- \| ----------------- \| \| 2018 \| Campeonato de Europa Sub-18 \| Györ \| Medalla de oro \| 64,31 m[n 1] \| \| 2018 \| Juegos Olímpicos de la Juventud[n 2] \| Buenos Aires \| 14.º \| 47.69 m[n 1] + SM \| \| 2019 \| Campeonato de Europa Sub-20 \| Borås \| Medalla de oro \| 62,93 m[n 3] \| \| 2021 \| Copa de Europa de Lanzamientos \| Split \| 23.º \| 55,33 m \| \| 2021 \| Campeonato de Europa Sub-23 \| Tallin \| Medalla de bronce \| 58,07 m \| \| 2023 \| Copa de Europa de Lanzamientos \| Leiria \| 9.º \| 60,06 m \| \| 2023 \| Juegos Europeos \| Chorzów \| 4.º \| 61,19 m \| \| 2023 \| Campeonato de Europa Sub-23 \| Espoo \| Medalla de bronce \| 61,69 m \| \| 2023 \| Campeonato del Mundo \| Budapest \| 34.º (c.) \| 55,89 m \| \| 2024 \| Campeonato de Europa \| Roma \| 22.º (c.) \| 60,37 m \| | Representando a España en lanzamiento de disco \| Año \| Competición \| Sede \| Puesto \| Marca \| \| ---- \| ------------------------------------ \| ------------ \| ----------------- \| ----------------- \| \| 2018 \| Campeonato de Europa Sub-18 \| Györ \| Medalla de oro \| 64,31 m[n 1] \| \| 2018 \| Juegos Olímpicos de la Juventud[n 2] \| Buenos Aires \| 14.º \| 47.69 m[n 1] + SM \| \| 2019 \| Campeonato de Europa Sub-20 \| Borås \| Medalla de oro \| 62,93 m[n 3] \| \| 2021 \| Copa de Europa de Lanzamientos \| Split \| 23.º \| 55,33 m \| \| 2021 \| Campeonato de Europa Sub-23 \| Tallin \| Medalla de bronce \| 58,07 m \| \| 2023 \| Copa de Europa de Lanzamientos \| Leiria \| 9.º \| 60,06 m \| \| 2023 \| Juegos Europeos \| Chorzów \| 4.º \| 61,19 m \| \| 2023 \| Campeonato de Europa Sub-23 \| Espoo \| Medalla de bronce \| 61,69 m \| \| 2023 \| Campeonato del Mundo \| Budapest \| 34.º (c.) \| 55,89 m \| \| 2024 \| Campeonato de Europa \| Roma \| 22.º (c.) \| 60,37 m \| |
| Año | Competición | Sede | Puesto | Marca | |
| --- | --- | --- | --- | --- | --- |
| 2018 | Campeonato de Europa Sub-18 | Györ | Medalla de oro | 64,31 m | |
| 2018 | Juegos Olímpicos de la Juventud | Buenos Aires | 14.º | 47.69 m + SM | |
| 2019 | Campeonato de Europa Sub-20 | Borås | Medalla de oro | 62,93 m | |
| 2021 | Copa de Europa de Lanzamientos | Split | 23.º | 55,33 m | |
| 2021 | Campeonato de Europa Sub-23 | Tallin | Medalla de bronce | 58,07 m | |
| 2023 | Copa de Europa de Lanzamientos | Leiria | 9.º | 60,06 m | |
| 2023 | Juegos Europeos | Chorzów | 4.º | 61,19 m | |
| 2023 | Campeonato de Europa Sub-23 | Espoo | Medalla de bronce | 61,69 m | |
| 2023 | Campeonato del Mundo | Budapest | 34.º (c.) | 55,89 m | |
| 2024 | Campeonato de Europa | Roma | 22.º (c.) | 60,37 m | |

1. 1 2  Disco de 1,5 kg
2. ↑  En esta competición se disputan dos mangas y se suma el resultado de ambas para obtener la clasificación final
3. ↑  Disco de 1,75 kg

## Marcas personales
Aire Libre:
| Prueba   | Prueba  | Marca | Lugar     | Fecha                 |
| -------- | ------- | ----- | --------- | --------------------- |
| Disco    | 2 kg    | 64.68 | Huelva    | 6 de junio de 2023    |
| Disco    | 1,75 kg | 65.89 | Castellón | 23 de febrero de 2020 |
| Disco    | 1,5 kg  | 65.29 | Abrantes  | 2 de junio de 2018    |
| Jabalina | 800 g   | 59.11 | Valencia  | 19 de mayo de 2018    |
| Jabalina | 700 g   | 60.93 | Sta. Cruz | 12 de mayo de 2018    |
| Peso     | 5 kg    | 17.67 | Antequera | 11 de marzo de 2018   |

1. ↑  Mejor Marca de España Sub 23
2. ↑  Récord de España Sub 20
3. ↑  Mejor marca de España Sub 18

## Récords nacionales
En la actualidad, Yasiel Sotero posee los siguientes récords y mejores marcas de España en lanzamiento de disco:
- Sub-18: 65.29 m (1.5 kg)
- Sub-18: 58.10 m (1.75 kg)
- Sub-20: 65.89 m (1.75 kg)
- Sub-20: 60.02 m (2 kg)
- Sub-23: 64.68 m